# Laufwasserkraftwerk Lengfurt
Das Laufwasserkraftwerk Lengfurt ist ein Wasserkraftwerk der Rhein-Main-Donau AG an der Main-Staustufe Lengfurt in der unterfränkischen Gemeinde Triefenstein und wird von der Uniper Kraftwerke GmbH betrieben.
Das Kraftwerk ging 1940 in Betrieb und ist Teil der Main-Staustufe Lengfurt bei Stromkilometer 174,6. Das mit zwei Turbinensätzen ausgestattete Kraftwerk ist ausgelegt für eine Ausbauwassermenge von 109 m³/s bei einer Ausbaufallhöhe von 2,92 Meter. Zwei stehende Voith-Kaplanturbinen mit Laufraddurchmesser 3,80 Meter und verstellbaren Leit- und Laufradschaufeln treiben zwei Schirmgeneratoren mit einer Nennleistung von je 1,3 Megawatt bei einer Drehzahl von 75 Umdrehungen pro Minute. Die Staustufe besteht aus dem rechts angeordneten Maschinenhaus auf Trennfelder Gemarkung, einem aus drei Feldern bestehenden Wehr und der durch einen Trenndamm abgegrenzten Schleuse Lengfurt am linken Ufer. Die Schleuse wurde 1937 errichtet. Beim Wehr ist eines der Felder eine 29,99 Meter breite Versenkwalze, die beiden anderen Felder sind Walzen mit jeweils 30,02 Metern Breite.